# جان مولر (عالمة فلك)
جان مولر (بالإنجليزية: Jean Mueller)‏ هي عالمة فلك أمريكية، ولدت في 1950.